# 2009年世界運動會武術比賽
2009年世界運動會的武術比賽由7月16日至7月26日於高雄縣立體育場舉行。本屆為世界運動會中武術項目首次邀請賽。

## 各國奖牌榜
*   主办国家/地区（中华台北）
| 排名                      | 国家 / 地区               | 金牌 | 銀牌 | 銅牌 | 总计 |
| ------------------------- | ------------------------- | ---- | ---- | ---- | ---- |
| 1                         | 中国                      | 8    | 0    | 0    | 8    |
| 2                         | 俄罗斯                    | 2    | 2    | 1    | 5    |
| 3                         | 伊朗                      | 2    | 1    | 1    | 4    |
| 4                         | 中华台北*                 | 1    | 3    | 1    | 5    |
| 5                         | 越南                      | 0    | 2    | 2    | 4    |
| 6                         | 中国香港                  | 0    | 2    | 1    | 3    |
| 6                         | 日本                      | 0    | 2    | 1    | 3    |
| 8                         | 菲律宾                    | 0    | 1    | 0    | 1    |
| 9                         | 马来西亚                  | 0    | 0    | 2    | 2    |
| 10                        | 印度尼西亚                | 0    | 0    | 1    | 1    |
| 10                        | 韩国                      | 0    | 0    | 1    | 1    |
| 总计（共11个国家 / 地区） | 总计（共11个国家 / 地区） | 13   | 13   | 11   | 37   |

## 各項成績

### 套路
| 項目             | 金牌                           | 银牌                        | 铜牌                              |
| 男子長拳         | 袁曉超 · 中国（CHN）           | 市来崎大祐 · 日本（JPN）    | Semen Udelov · 俄罗斯（RUS）      |
| 男子南拳南棍     | 彭偉群 · 中华台北（TPE）       | Farshad Arabi · 伊朗（IRI） | 胡滿化 · 马来西亚（MAS）          |
| 男子太極拳太極劍 | 吳雅楠 · 中国（CHN）           | 黑志宏 · 中国香港（HKG）    | 李楊 · 马来西亚（MAS）            |
| 男子刀術棍術     | 趙慶建 · 中国（CHN）           | 鄭仲恒 · 中国香港（HKG）    | 陳仲德 · 越南（VIE）              |
| 女子長拳         | Daria Tarasova · 俄罗斯（RUS） | Vũ Trà My · 越南（VIE）     | Susyana Tjhan · 印度尼西亚（INA） |
| 女子南拳南刀     | 林凡 · 中国（CHN）             | 小嶋絵里香 · 日本（JPN）    | 袁家鎣 · 中国香港（HKG）          |
| 女子太極拳太極劍 | 崔文娟 · 中国（CHN）           | 范嫚紜 · 中华台北（TPE）    | 宮岡愛 · 日本（JPN）              |
| 女子劍術槍術     | 馬靈娟 · 中国（CHN）           | 陳少騏 · 中华台北（TPE）    | 阮梅芳 · 越南（VIE）              |

### 散打
| 項目             | 金牌                               | 银牌                              | 铜牌                           |
| 男子散打56公斤級 | 段寒松 · 中国（CHN）               | Sait Khayrulaev · 俄罗斯（RUS）   | 未頒獎                         |
| 男子散打70公斤級 | Murad Akhadov · 俄罗斯（RUS）      | 周廷原 · 中华台北（TPE）          | 金德洙 · 韩国（KOR）           |
| 男子散打85公斤級 | Hamid Reza Gholipour · 伊朗（IRI） | 穆斯利姆·薩利科夫 · 俄罗斯（RUS） | 未頒獎                         |
| 女子散打52公斤級 | 鄂美蝶 · 中国（CHN）               | 阮翠銀 · 越南（VIE）              | Maryam Tavakkoli · 伊朗（IRI） |
| 女子散打60公斤級 | Zahra Karimi · 伊朗（IRI）         | Mariane Mariano · 菲律宾（PHI）   | 高玉娟 · 中华台北（TPE）       |

## 外部連結
- 本屆世運各項項目比賽時間表